# Helluomorpha
Helluomorpha es un  género de coleópteros adéfagos de la familia Carabidae.

## Especies
Comprende las siguientes especies:
- Helluomorpha araujoi Reichardt, 1974
- Helluomorpha eulinae Reichardt, 1974
- Helluomorpha heros (Gory, 1833)
- Helluomorpha macroptera Chaudoir, 1850